# Pieter Anthonisz. van Groenewegen

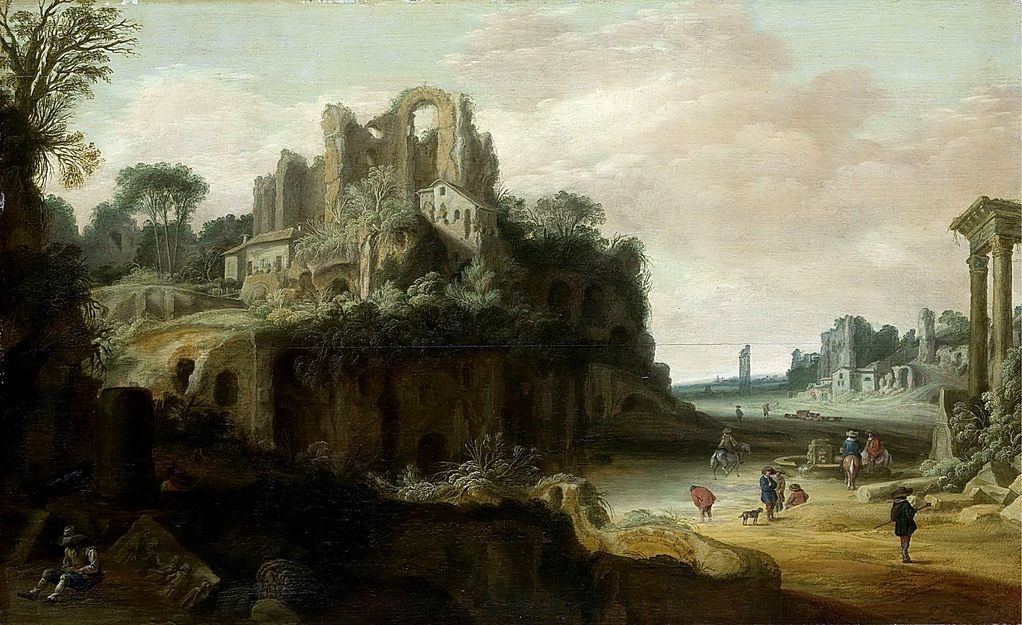
Romeins landschap met links de Palatinus en rechts gedeelten van het Forum Romanum, Rijksmuseum Amsterdam.

Pieter Antonisz. van Groenewegen (Delft, circa 1600 - Den Haag, 1658), was een Nederlands kunstschilder. Hij behoorde tot de Italianisanten en schilderde vooral landschappen.

## Leven en werk
Van Groenewegen vertrok in 1615 als jongeling naar Italië en voegde zich daar bij zijn vriend Leonard Bramer. Hij woonde lange tijd in het huis Bocca de Leone te Rome en werd er lid van het kunstenaarsgenootschap de Bentvueghels, waar hij de bijnaam "Leeuw" kreeg. Hij schilderde vooral mediterrane landschappen met kleine figuren, die hij vaak door anderen liet toevoegen. Hij werd beïnvloed door Jacob Pynas en Bartholomeus Breenbergh.
Terug in Nederland vestigde hij zich weer in Delft, waar hij in 1626 lid werd van het Lukasgilde. Hij was een vermogend man. Op 2 augustus trouwde hij met Jannetje Jacobsdr. Ackersloot. Groenewegen huurde op 28 december 1633 het huis 'Het Gouden Hoofd' aan de westzijde van de Hippolytusbuurt bij de Vismarkt. In 1643 verhuisde hij naar Den Haag. De vader van Johannes Vermeer verhandelde zijn werken. In de laatste jaren van zijn leven werkte hij in Den Haag. Hij werd daar in 1657 lid van de Confrerie Pictura. Een jaar later kwam hij aldaar te overlijden.
Hoewel zijn werk in oude inventarissen regelmatig voorkomen is zijn overgeleverde oeuvre gering.
Werk van Van Groenewegen bevindt zich in de collecties van onder andere het Rijksmuseum Amsterdam en de Harvard Art Museums.